# Konno Yasuyuki
Konno Yasuyuki (sinh ngày 25 tháng 1 năm 1983) là một cầu thủ bóng đá người Nhật Bản.

## Đội tuyển bóng đá quốc gia Nhật Bản
Konno Yasuyuki thi đấu cho đội tuyển bóng đá quốc gia Nhật Bản từ năm 2005 đến năm 2017.

## Thống kê sự nghiệp
| Đội tuyển bóng đá Nhật Bản | Đội tuyển bóng đá Nhật Bản | Đội tuyển bóng đá Nhật Bản |
| Năm                        | Trận                       | Bàn                        |
| -------------------------- | -------------------------- | -------------------------- |
| 2005                       | 3                          | 0                          |
| 2006                       | 3                          | 0                          |
| 2007                       | 8                          | 0                          |
| 2008                       | 12                         | 0                          |
| 2009                       | 7                          | 0                          |
| 2010                       | 7                          | 0                          |
| 2011                       | 15                         | 1                          |
| 2012                       | 8                          | 0                          |
| 2013                       | 15                         | 0                          |
| 2014                       | 6                          | 1                          |
| 2015                       | 3                          | 0                          |
| 2016                       | 0                          | 0                          |
| 2017                       | 3                          | 2                          |
| Tổng cộng                  | 90                         | 4                          |

### Bàn thắng quốc tế
| # | Ngày                 | Địa điểm                                                                   | Đối thủ    | Bàn thắng | Kết quả | Giải đấu                 |
| - | -------------------- | -------------------------------------------------------------------------- | ---------- | --------- | ------- | ------------------------ |
| 1 | 11 tháng 11 năm 2011 | Sân vận động Trung tâm, Dushanbe, Tajikistan                               | Tajikistan | 1–0       | 4–0     | Vòng loại World Cup 2014 |
| 2 | 18 tháng 11 năm 2014 | Sân vận động Nagai, Ōsaka, Nhật Bản                                        | Úc         | 1–0       | 2–1     | Giao hữu                 |
| 3 | 23 tháng 3 năm 2017  | Sân vận động Hazza bin Zayed, Al Ain, Các Tiểu vương quốc Ả Rập Thống nhất | UAE        | 2–0       | 2–0     | Vòng loại World Cup 2018 |
| 4 | 7 tháng 6 năm 2017   | Sân vận động Ajinomoto, Tokyo, Nhật Bản                                    | Syria      | 1–1       | 1–1     | Kirin Cup 2017           |